# Dolná Ždaňa
Dolná Ždaňa (in ungherese Alsózsadány) è un comune della Slovacchia facente parte del distretto di Žiar nad Hronom, nella regione di Banská Bystrica.